# 레오노르 페뤼
레오노르 페뤼(프랑스어: Léonore Perrus, 1984년 4월 22일 ~ )는 프랑스의 펜싱 선수로 주 종목은 사브르이다. 그녀는 2004년과 2012년 하계 올림픽에 여자 사브르 개인전에, 2008년 하계 올림픽에서 여자 사브르 개인전과 단체전에 출전하였다.